# 코브라 (만화)
코브라(일본어: コブラ, 햅번: 코부라)는 테라사와 부이치가 쓰고 그린 일본 만화 시리즈이다. 먼 미래를 배경으로 한 이 시리즈는 적들이 그를 사냥하기 시작할 때까지 모험적인 삶을 사는 코브라의 이야기를 담고 있다. 코브라는 적들로부터 숨어 정상적인 삶을 살기 위해 수술로 얼굴을 바꾸고 자신의 기억을 지운다. 결국 그는 기억을 되찾고 전 파트너인 레이디 아르마로이드와 재회한다. 테라사와는 스파게티 웨스턴과 사무라이 이야기, 그리고 제임스 본드에서 디즈니까지 다양한 영화의 측면을 혼합하여 고안했다.
이 만화는 원래 1978년 11월부터 1984년 11월까지 슈에이샤의 주간 소년 점프에 연재되었다. 나중에 슈에이샤는 해당 장을 모아 18권의 단행본으로 출판했다. 코브라 만화는 다양한 속편 만화 시리즈, 원샷, 1982년 장편 애니메이션 영화, 두 개의 애니메이션 TV 시리즈(1982년에 31개 에피소드 시리즈, 2010년에 13개 에피소드 시리즈), 두 개의 오리지널 비디오 애니메이션(OVA)(2008~2009년 오디오 앨범, 비디오 게임 및 기타 상품)을 탄생시켰다.
미국에서는 1990년에 만화의 일부가 비즈 미디어에 의해 출판되었고, 원작 만화에서 선택된 스토리 아크의 풀 컬러 리메이크와 함께 완전한 속편 시리즈가 2015년에 크릭 앤드 리버(Creek & River)에 의해 아마존 킨들 형식으로 출판되었다. 1995년 미국 극장 개봉을 위해 타라(Tara)와 영국 극장에서 메가 엔터테인먼트(MANGA Entertainment)의 라이선스를 받았다. 어반 비전(Urban Vision)과 디스코텍 미디어(Discotek Media)가 홈 비디오 시장용으로 출시했으며 매드맨 엔터테인먼트(Madman Entertainment)는 호주 지역 개봉을 위해 이를 인수했다. 애니메이션 시리즈는 노조미 엔터테인먼트(Nozomi Entertainment)와 디스코텍 미디어(Diskotek Media)에 의해 북미에서 라이선스를 받았다.
일본에서 코브라 만화는 5천만 부를 판매하여 주간 소년 점프의 역대 베스트셀러 만화 시리즈 중 하나가 되었다. 만화, 애니메이션 및 기타 미디어에 대한 간행물은 이 시리즈를 스타워즈 및 바바렐라와 제임스 본드에 대한 주인공의 태도와 비교했다. 영화 각색은 엇갈린 평가를 받았으며 오리지널 애니메이션 시리즈와 코브라 디 애니메이션(Cobra the Animation)은 평론가들로부터 호평을 받았다. 애니메이션 시리즈는 1980년대 프랑스에서 매우 인기가 있었고, 프랑스어를 사용하는 영화 제작자와 스튜디오에서는 2000년대와 2010년대에 이를 실사 영화나 애니메이션 시리즈에 적용하려고 시도했다.